# Laguna Urre Lauquen
Urre Lauquen es una laguna que se encuentra en el oeste de la provincia La Pampa en argentina.

## Etimología
La etimología de su nombre deriva del mapudungun: urre: bruma, lauken: lago, laguna, gran espejo de agua; es decir -en este caso-: Laguna de la Bruma (por lo que es casi redundante -un pleonasmo- el añadido de la palabra española "laguna", sin embargo así debe aparecer en toda cartografía o mención en otro idioma que no sea el mapudungun para un más fácil entendimiento).

## Características principales
Siendo la mayor laguna de la provincia de La Pampa, la laguna de Urre Lauquen tiene una extensión variable (ha disminuido mucho durante el transcurso del s XX por causas principalmente antrópicas), el promedio de su extensión durante el citado siglo ha sido de 90 km² y es actualmente bastante somera (poco profunda) con aguas salobres (existe el riesgo de que se trasforme en una "salina") consideradas tradicionalmente terapéuticas. Tal laguna, como las que le están próximas, son un reducto para una variada fauna  silvestre, en especial para la avifauna.

La laguna en cuestión es alimentada por el río Chadileuvu o Chadileo (en ambas versiones significa río salado, es casi desconocido el nombre Chon anterior a la invasión mapuche contra los Chon[cita requerida], invasión mapuche o "araucana"  al Comahue ocurrida entre fines del siglo XVIII y la primera mitad del siglo XIX ) - nombres que recibe el río Desaguadero en el noroeste de La Pampa y , cuando existe suficiente caudal, vierte sus aguas en el tramo final del Desaguadero, tramo que recibe el nombre de Curacó  (agua de piedra). También, cuando existen suficientes aportes hídricos, la laguna de Urre Lauquen aporta sus excedentes en la Laguna Amarga de La Pampa.

Hasta fines del siglo XIX la presencia de suficiente cantidad de aguas hacía que el sistema lacustre del cual forma parte principal Urre Lauquen fuera una especie de isla utilizada como reducto por los hermanos Pincheira y donde las tropas de la Confederación Argentina libraron duros combates durante la campaña de 1833, así existía entonces la Isla de los Pincheira (tal cual aparece en el Atlas de Mariano Paz Soldán editado en 1888).

Durante el s XX y el primer lustro del s XXI gran parte de los aportes hídricos que recibe el sistema lacunar Urre Lauquen-Laguna Amarga-Laguna Dulce  ha quedado muchas veces restringido al otorgado por los torrentes y napas freáticas que obtienen sus aguas de la condensación de la humedad en las mahuidas (o serranías) vecinas, por ejemplo en la sierra de Lihue Calel.

## Entorno

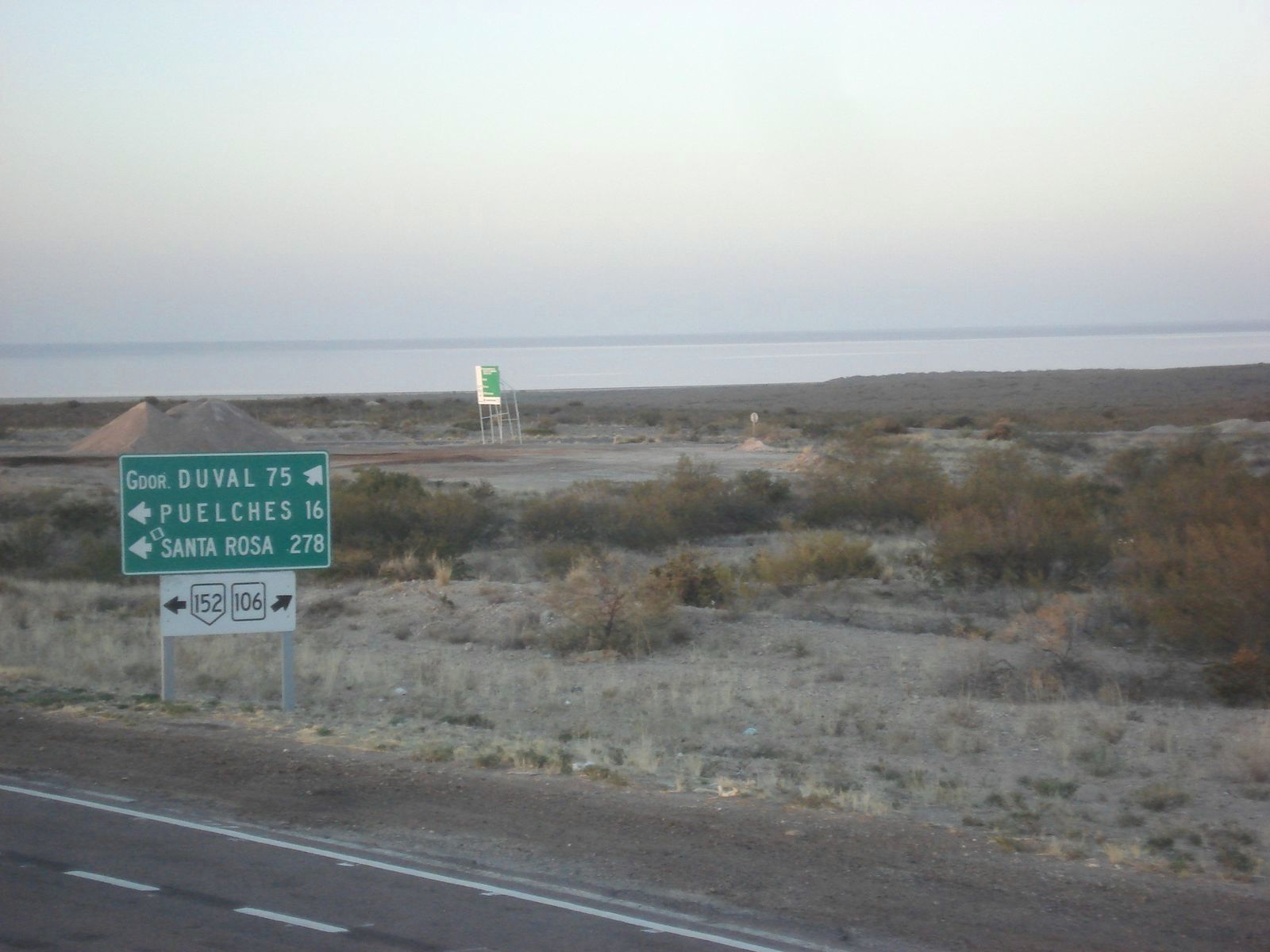
Vista de la laguna La Amarga.

El territorio que rodea a la laguna Urre Lauquen es el de una meseta esteparia (típica del Comahue), el pago en que se encuentra es un área tectónicamente deprimida en medio de la meseta, tal zona deprimida ha sido llamado "Chadi Mapu" (Tierra Salada). Unos diez kilómetros al oeste se encuentra la Laguna Dulce y al sureste, casi inmediatamente, la precitada Laguna Amarga pampeana; todo esto en una región de guadales -terrenos inestables donde pueden encontrarse arenas movedizas- que en períodos húmedos se transforman en "bañados". Pocos kilómetros al este se encuentran alineadas las "mahuidas" (serranías bajas de origen muy antiguo) de Lihué Calel y la Sierra Chata, mientras que casi inmediatamente al sureste de la laguna se alza el pequeño cordón de colinas llamado Sierra Gould. La llamada Sierra Gould hace las veces de dique a las aguas del río Desaguadero constituyendo de este modo, escalonadamente, las lagunas Urre lauquen, Amarga y Dulce; entre éstas se encuentra la población llamada Puelches.
Esta bella laguna, abarca aproximadamente 34km², su profundidad media es de 1,6 m. El volumen actual de sus aguas es de 152 millones de m³.
La laguna está ubicada al oeste de la provincia La Pampa en Argentina.

## Cifras
- El nivel superficial sus aguas es muy variable, se encuentra aproximadamente a 219 m s. n. m.
- La extensión aproximada del espejo de agua de esta laguna es (en el 2006) de 95.000.000 de m² (95km²).
- Su profundidad media es de 1,6 m.
- El volumen actual (2006) de sus aguas es de 152 millones de m³.
- El perímetro de sus orillas es muy variable, aunque ronda los 34 km².
- La extensión de su cuenca afluente es de 240.000 km².
- Su emisario, el río Curacó, durante casi todo el s XX se ha encontrado seco o con un caudal medio de solo 3 a 5 m³/s.

## Proyectos
- Se mantiene la intención de reactivar plenamente al Sistema del Desaguadero y con esto mantener con caudales hídricos lo más constantes posibles a las lagunas reseñadas y al río Curaco.
- Está avanzado el proyecto de ampliar el vecino parque nacional Lihué Calel de modo que queden incluidas en el mismo las lagunas Urre Lauquen, Salada, Dulce y zonas meridionales de los bañados del Atuel.